# Chwałęcice (gmina)

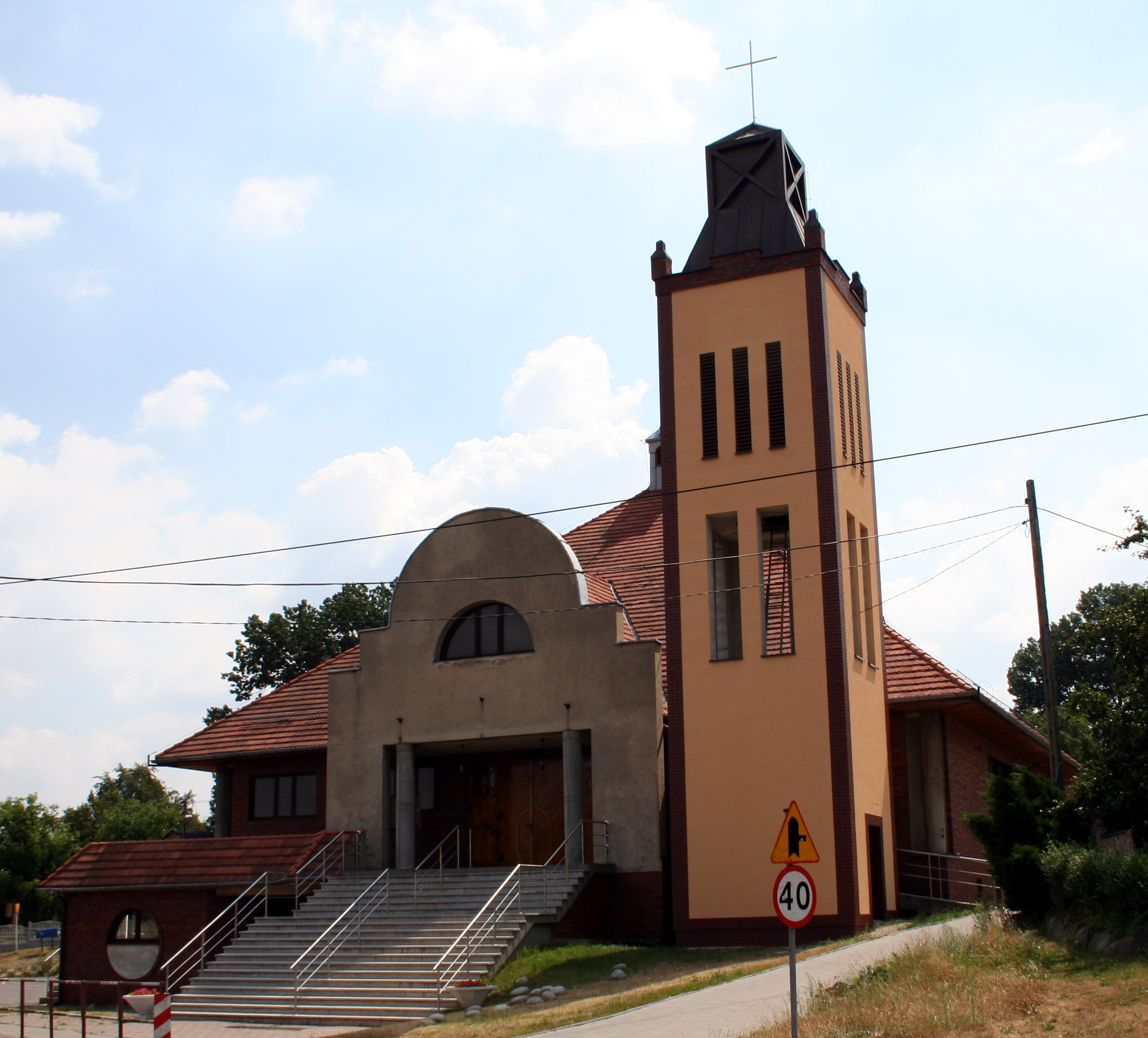
Kościół w Chwałęcicach

Chwałęcice – dawna gmina wiejska istniejąca w latach 1973–1977 w woj. katowickim (w dwóch postaciach, dzisiejsze woj. śląskie). Siedzibą władz gminy były Chwałęcice (obecnie dzielnica Rybnika).
Gmina (zbiorowa) Chwałęcice została utworzona 1 stycznia 1973 w powiecie rybnickim w woj. katowickim, z części obszaru dawnej gminy Jejkowice.
1 czerwca 1975 gmina weszła w skład nowo utworzonego (mniejszego) woj. katowickiego. 1 lutego 1977 gmina została zniesiona a jej obszar włączony do gminy Lyski (sołectwo Zwonowice) oraz do miasta Rybnika (sołectwa Chwałęcice i Stodoły).
Nie mylić z dawną pobliską gminą Chwałowice.